# Imago (Einheit)
Imago, auch Imaghu, war ein mongolisches Längenmaß. Das kleine Maß Poon, auch eine Masseneinheit (1 P. = 0,375 bis 0,378 Gramm) in der Region und China, steht hier als Längenmaß.
- 1 Imago = 100 Poon = 3,2 Zentimeter

Eine Maßkette ab dem doppelten Aldan war:
- 1 Khos Aldan (Chos Aldan oder Chan) = 2 Aldan = 10 Tochoy (Chi) = 100 Imago = 1000 Poon = 3,20 Meter